# El Houma
El Houma  a constitué une référence dans l'organisation des villes algériennes, notamment dans celle urbaine dans la régence d'Alger. Le terme est spécifique à la ville d’Alger. En dialecte algérien, le terme fait référence aux habitants d’un quartier mais également aux codes et aux légendes urbaines qui font sa spécificité.
Le concept d'El Houma a été abordé par plusieurs sociologues grâce à son importance dans l'organisation sociale des villes algériennes et le mode de vie de leurs habitants,,,,. Le concept d'El Houma est équivalent aux concepts contemporains de communauté durable et de quartier durable basé sur les pratiques socioculturelles locales. El Houma représente un produit socio-spatial qui est défini par le fait de vivre à proximité, jouer et se socialiser dans un quartier commun, qui à son tour regroupe les voisins autour d'une identité commune et renforce leur cohésion sociale.
Par conséquent, El Houma n'est pas utilisé pour faire référence à un quartier ordinaire dont la seule fonction est héberger des personnes, en revanche, El Houma indique un quartier ou une zone urbaine dans laquelle l'espace urbain est fréquemment utilisé par les gens, afin d'effectuer diverses activités sociales lesquelles, à leur tour, engendrent un degré élevé de cohésion sociale, de solidarité, d'attachement au lieu et d'appartenance à une identité et à une communauté communes.

## Étymologie
La racine arabe ha-wa-ma renvoie à la notion d'environnement, périmètre circulaire ou encore correspond à une masse dense ou à un lieu densément pratiqué mais  il n'y a qu'au Maghreb que le  terme  hawma équivaut au mot quartier.

## Histoire
Avant la colonisation  il y aurait eu  59 houmas à Alger, et leurs noms faisaient généralement référence aux propriétaires de maisons. Un retournement d'espace a commencé dès les premières années de la colonisation. Les militaires français voulaient naturaliser Alger et de ce fait, ils ont imposé une institution urbaine aux rues d'Alger, qui s'est soldée par la correction du sens donné à la Houma.